# Aleksandra Melzacka
Aleksandra Melzacka (ur. 5 maja 1998 w Gdyni) – polska żeglarka, olimpijka z Tokio (2021) i Paryża (2024).

## Życiorys
Jest zawodniczką YKP Gdynia.
W 2016 została wicemistrzynią świata juniorek w klasie 29er (z Mają Micińską), od 2017 pływa w klasie 49erFX, gdzie jej partnerką była Kinga Łoboda, a od 2021 jest nią Sandra Jankowiak.
Reprezentowała Polskę na mistrzostwach świata w klasie 49er (2017 – 44. miejsce, 2019 – 12. miejsce, 2020 – 29. miejsce, 2022 - 4. miejsce, 2023 - 22. miejsce, 2024 - 10. miejsce, 2024 - 4. miejsce), mistrzostwach świata w żeglarstwie, gdzie w swojej klasie zajęła 20. miejsce, a także mistrzostwach Europy w 2018 (8. miejsce), 2019 (21. miejsce), 2021 (6. miejsce), 2022 (20. miejsce), 2023 (5. miejsce). Ponadto na mistrzostwach świata juniorów w 2018 zajęła 4. miejsce, a w lipcu 2019 była 2. na zawodach Pucharu Świata w Marsylii.
W 2021 wystąpiła na igrzyskach olimpijskich w Tokio, zajmując 15. miejsce, w 2024 na igrzyskach olimpijskich w Paryżu, zajmując 18. miejsce.
Jest studentką Uniwersytetu Gdańskiego.